# NMKV・BR06エンジン
NMKV・BR06エンジンは、2019年より日産自動車と三菱自動車工業の合弁会社NMKVが企画・開発し、三菱自動車が製造し日産と三菱の両社が販売する軽自動車専用のガソリンエンジンの系列である。

## 概要
2019年3月28日に販売が開始された2代目デイズ、および2代目デイズハイウェイスター、4代目三菱・eKワゴン、初代eKクロスに、初めて採用された。これまでの同社製の軽自動車用の主力エンジンである3B20型の事実上の後継エンジンに当たる。
このエンジンは、ルノー・日産が主に新興国市場向けのルノー・クウィッド、ダットサン・redi-GO用に開発した800cc級エンジン「BR08」を基に、日産の子会社である愛知機械工業が日本の軽自動車規格に合わせてボアダウンさせたものである。ゆえに、排気量自体は軽自動車規格の660cc以下ではあるが、より大きな排気量を想定した設計のため、静粛性に優れている。また、低回転域のトルク特性が優れているのも特徴であるが、これは普通自動車同等の動力性能を発揮できるようにするためである。
ちなみに、BR06DE（自然吸気）/BR06DET（インタークーラーターボ）は日産式の表記であるが、三菱側でも取扱説明書内で表記が見られる（脚注内p499を参照）。

## 機構
エンジン本体には高圧縮比シリンダブロック、シリンダヘッド、そして水冷EGRシステムを採用することで、熱効率の向上にも繋げている。ターボ仕様には電子制御式ウェイストゲートバルブ付きターボチャージャーを採用した。これによって、更に効率のよい過給圧のコントロールが可能になった。また、自然吸気仕様のエンジンオイルには以前より低粘度なエンジンオイルであるSAE 0W-8が採用されている（ターボ仕様のエンジンオイルはSAE 0W-16を使用）。こうした熱効率の向上、フリクションの低減などにより、燃費性能も向上した。

## 主な搭載車種
- - 日産・デイズ（2代目）/デイズハイウェイスター（2代目）
  - 日産・ルークス（2代目）/ルークスハイウェイスター（2代目）
  - 三菱・eKワゴン（4代目）/eKクロス（初代）
  - 三菱・eKスペース（2代目）/eKクロススペース（初代）
  - 三菱・デリカミニ